# Conophorus columbiensis
Conophorus columbiensis är en tvåvingeart som beskrevs av Priddy 1954. Conophorus columbiensis ingår i släktet Conophorus och familjen svävflugor. Inga underarter finns listade i Catalogue of Life.